# Zach de Beer
Pour les articles homonymes, voir De Beer.
 Zacharias "Zac" Johannes de Beer (né le 11 octobre 1928 à Woodstock (Le Cap) en Union de l'Afrique du Sud et mort le 27 mai 1999 au Cap en république d'Afrique du Sud) est un médecin, un homme politique et un homme d'affaires sud-africain, successivement membre du parti uni (1953-1959), du parti progressiste (1959-1961), du parti progressiste fédéral (1977-1989) et du parti démocratique (1989-1994). Membre du parlement pour Maitland (1953-1961), pour Parktown (1977-1980), il est de nouveau parlementaire élu au suffrage indirect en février-septembre 1989 et député de Parktown (1989-1994). Co-dirigeant du parti démocratique (1989-1990) puis chef du parti démocratique (1990-1994), il termine sa carrière comme ambassadeur d'Afrique du Sud aux Pays-Bas (1994-1996).  

## Biographie
Fils cadet de Jean Isobel et Zacharias Johannes de Beer, Zach de Beer est né le 11 octobre 1928 à Woodstock, un quartier de la banlieue de la ville du Cap. Élève du collège diocésain de Rondebosch, il est diplômé en médecine de l'université du Cap (1951) où il a été président du conseil représentatif des étudiants (1950) et membre de l'Association libérale des étudiants. 
Lors des élections générales sud-africaines de 1953, De Beer est élu député de Maitland sous les couleurs du parti uni. À 23 ans, il est alors le plus jeune député. En 1958, il est réélu mais en 1959, quitte la principale formation parlementaire d'opposition pour former le parti progressiste (PP), un parti d'opposition anti-apartheid soutenu financièrement par Harry Oppenheimer et l'Anglo American Corporation. Après avoir perdu son siège au parlement lors des élections générales sud-africaines de 1961, Zach de Beer travaille dans la publicité et dirige le département recherche et marketing d'une agence de relations publiques à Johannesburg. En janvier 1968, il rejoint le département des relations publiques d'Anglo American Corporation (AAC) et au bout de six mois est transféré au siège de la société, devenant le conseiller marketing du département industriel d'AAC. En 1969, il est nommé secrétaire du comité exécutif.
En 1972, Zach de Beer est nommé président d'Anglo American en Afrique centrale et s’installe en Zambie où, jusqu'en 1974, il est le directeur de Nchanga Consolidated Copper Mines, une filiale de AAC. Bien qu'il reprend alors progressivement ses activités politiques en Afrique du Sud, il demeure administrateur d'Anglo-American, siégeant à son conseil d'administration jusqu'en 1988. 
Aux élections générales sud-africaines de 1977, de Beer est élu député de Parktown, l'une des banlieues les plus cossues de Johannesburg, siège au comité des finances du parti fédéral progressiste (PFP) et en devient le président en 1988. Sous sa direction, il mène des négociations avec le parti indépendant de Denis Worrall et le mouvement national démocratique de Wynand Malan pour unir les mouvements parlementaires de l'opposition libérale. En février 1989, un vote du caucus parlementaire du Parti progressiste fédéral lui permet de revenir siéger au parlement, à la place du député Nic Olivier, en étant élu sur la liste du PFP au suffrage indirect.
En avril 1989, Zach de Beer, Malan et Worrall deviennent les trois co-dirigeants du nouveau parti démocratique (DP). Élu de nouveau à Parktown lors des élections générales sud-africaines de 1989, il devient le chef du groupe parlementaire du parti démocratique.  
En septembre 1990, après la renonciation de ses partenaires, il est élu chef du DP en défendant une ligne indépendante des autres formations politiques face à Tian van der Merwe, député de Greenpoint, favorable pour sa part à un rapprochement avec le congrès national africain. De Beer participe aux travaux de la Convention pour une Afrique du Sud démocratique (CODESA) lors des négociations constitutionnelles. En 1994, il laisse la direction du DP à Tony Leon et est ambassadeur d'Afrique du Sud aux Pays-Bas jusqu'en 1996.
Zach De Beer est mort d'un accident vasculaire cérébral le 27 mai 1999, à l'âge de 70 ans à son domicile du Cap.

## Vie privée
Divorcé de sa première épouse, Maureen Strauss, il s'est remarié avec Mona Schwartz. Il a eu 3 enfants (1 garçon et 2 filles).